# Eduarda Amorim
Ana Eduarda Idalina "Duda" Amorim Taleska (Blumenau, 23 september 1986) is een Braziliaanse handbalspeler voor CSM Bucureşti.
In 2014 werd Eduarda Amorim door de International Handball Federation uitgeroepen tot wereldhandbalspeelster van het jaar.
Bij een verkiezing van de website Handball Planet werd Duda verkozen tot de beste speler ter wereld van het decennium (2011/2020). In dezelfde stemming, via de populaire stemming, werd Duda beschouwd als de beste verdediger van de afgelopen tien jaar. Ze wordt algemeen beschouwd als een van de beste handbalsters aller tijden.

## Carrière

### Club
Aangemoedigd door haar oudere zus begon Amorim op 11-jarige leeftijd met handbal in het Colégio Barão do Rio Branco. Ze verhuisde in 2002 naar Metodista/São Bernardo, op uitnodiging van Silvio Rodriguez, die haar zag tijdens jeugdwedstrijden in Recife. Met haar nieuwe team werd ze tweede in de competitie dat seizoen.
Twee jaar later, toen als USCS/São Caetano, won Amorim het staatskampioenschap voor junioren van São Paulo en speelde ze een hoop wedstrijden, omdat ze zowel voor het jeugd-, junioren- als volwassenenteam speelde.
In februari 2006 verhuisde ze naar Europa en voegde zich bij haar zus in het Macedonische hoofdstadteam Kometal Skopje. Eduarda speelde drie en een half seizoen bij Kometal, toen de club in financiële problemen kwam en een aantal van hun belangrijkste spelers liet gaan om hun kosten te besparen.
Amorim vond haar nieuwe thuis in Hongarije en tekende op 23 februari 2009 bij Győri Audi ETO KC.
Amorim, die met Győr vijf keer de EHF Champions League won, behaalde in 2013, 2014, 2017, 2018 en 2019 de belangrijkste continentale clubcompetitietitel. Bovendien werd ze in 2014 in een online opiniepeiling voor fans van de Europese Handbalfederatie verkozen tot beste linksback van de competitie.

### Braziliaans team
De Braziliaanse linkeropbouwster heeft de gouden medaille gewonnen op de Pan American Games 2007, die in eigen land werd gespeeld. Ze nam ook deel aan de Olympische Zomerspelen 2008 in China, waar het Braziliaanse team negende werd en de Olympische Zomerspelen 2012, waar Brazilië als zesde eindigde. In 2013 won ze het wereldkampioenschap en werd ze verkozen tot waardevolste speler van de competitie.
- Wereldkampioenschap:
  - Winnaar: 2013
- EHF Champions League:
  - Winnaar: 2013, 2014, 2017, 2018, 2019
  - Finalist: 2012, 2016
  - Halvefinalist: 2010, 2011, 2021
- Roemeense beker:
  - Winnaar: 2022
- Nemzeti Bajnokság I:
  - Winnaar (10): 2009, 2010, 2011, 2012, 2013, 2014, 2016, 2017, 2018, 2019
- Magyar Kupa:
  - Winnaar (11): 2009, 2010, 2011, 2012, 2013, 2014, 2015, 2016, 2018, 2019, 2021
- Braziliaans kampioenschap:
  - Zilveren medaillewinnaar: 2002
- Macedonisch kampioenschap:
  - Winnaar: 2005, 2006, 2007, 2008
- Macedonische beker:
  - Winnaar: 2005, 2006, 2007, 2008
- Pan-Amerikaans kampioenschap:
  - Winnaar: 2007, 2011, 2017
  - Tweede plaats: 2009
- Pan-Amerikaanse Spelen:
  - Winnaar: 2007, 2011, 2019

## Onderscheidingen en erkenning
- IHF-wereldspeler van het jaar: 2014
- EHF Speler van het Jaar: 2019
- All-Star Linksback van het Junior Wereldkampioenschap: 2005
- MVP van het Wereldkampioenschap: 2013
- All-Star linksachter van de EHF Champions League: 2014
- Beste verdediger van de EHF Champions League: 2016, 2017, 2019, 2020,[3] 2021[4]
- Buitenlandse Handballer van het Jaar in Hongarije: 2014
- All-Star linksachter van het Pan American Championship: 2017
- Handball-Planet.com All-Star Verdediger van het Jaar: 2019[5]
- Handball-Planet.com Speler van het decennium: 2020[5]

## Privéleven
Eduarda is de jongere zus van de Braziliaanse internationale handballer Ana Amorim. Ze trouwde in 2013.